# Carlo Antonio Bertinazzi
Carlo Antonio Bertinazzi, connu sous le nom de théâtre de Carlin, (qui a donné son nom à la race de chien éponyme) né le 2 décembre 1710 à Turin et mort le 6 septembre 1783 à Paris, est un comédien et auteur dramatique italien.
Il remplit au Théâtre italien de Paris, depuis 1742 jusqu'à sa retraite, le rôle d'Arlequin avec un succès continu et fait les délices des spectateurs par son jeu vrai, naturel et comique, et par la gaieté de ses lazzi. 
Il a laissé un manuscrit d'une comédie en 5 actes datant de 1763, Les Nouvelles Métamorphoses d'Arlequin, ainsi qu'une Correspondance avec Clément XIV, considérée comme apocryphe.

## Famille
Après avoir entretenu une liaison avec la comédienne italienne Maria Anna Véronèse (1730-1782), marquise de Silly, il a épousé le 14 juin 1760 à Paris (paroisse Saint-Eustache), la danseuse Françoise Suzanne Foulquier (née le 28 mai 1740 à Nantes et décédée le 29 avril 1815 à Paris), sœur cadette de la comédienne, chanteuse et danseuse Catherine Antoinette Foulquier, dite « Catinon » (1739-1826).
Le couple a eu 6 enfants :
- Auguste Charles (né en 1761)
- Barbe Suzanne (née en 1762)
- Louise Élisabeth Hortense (née en 1763)
- Adélaïde Marguerite (née en 1765)
- Catherine Françoise (née en 1770)
- Constantin (né en 1775).

## Sources
Cet article comprend des extraits du Dictionnaire Bouillet. Il est possible de supprimer cette indication, si le texte reflète le savoir actuel sur ce thème, si les sources sont citées, s'il satisfait aux exigences linguistiques actuelles et s'il ne contient pas de propos qui vont à l'encontre des règles de neutralité de Wikipédia.